# Городисько (Самбірський район)
Городи́сько — село Добромильської міської громади у Самбірському районі Львівської області.

## Історія
На західній околиці Городиська розташована гора Магура, на якій, за свідченнями археологів, ще в X ст. існувала фортеця — городище. Можливо, звідси і назва села. Збереглись фрагменти оборонних валів.
Перша згадка про село сягає 1446 року. У 1872 році біля села було прокладено залізницю, що з'єднувала Львів з Будапештом,— так звану Першу угорсько-галицьку залізницю.
У 1928 році населення села становило 175 осіб, серед яких 26 римо-католиків. 2001 року в Городиську мешкала 131 особа.

## Храм
У селі є церква великомученика Юрія, збудована 1809 року. Сьогодні церква належить парафії ПЦУ. Настоятель прот. Василь Віщун